# Dennis de Jong
Cornelis Dingenis "Dennis" de Jong (sinh ngày 22 tháng 5 năm 1955) là một chính trị gia người Hà Lan của Đảng Xã hội. Ông đã được bầu và tái đắc cử vào Nghị viện châu Âu vào năm 2009 và 2014 với tư cách là ứng cử viên hàng đầu của đảng và ông là Nhà lãnh đạo của Đảng Xã hội trong Nghị viện châu Âu. Là một MEP, ông là một phần của European United Left–Nordic Green Left. Năm 2019, ông không tiếp tục tranh cử.

## Tuổi thơ và giáo dục
De Jong sinh ngày 22 tháng 5 năm 1955. ông học luật và kinh tế chính trị tại Đại học Erasmus Rotterdam. Ông lấy bằng vào năm 1976 và 1977 và sau đó đến Thành phố New York, nơi ông lấy bằng thạc sĩ về quan hệ quốc tế tại Trường Mới cho Nghiên cứu Xã hội năm 1979.

## Đời tư
Dennis de Jong là người đồng tính công khai và sống với chồng Kees Vrijdag, người có bốn con ở Rotterdam. Ông là thành viên của Giáo hội Tin lành ở Hà Lan.